# Borban az igazság (film)
A Borban az igazság (eredeti cím: Bottle Shock) 2008-as amerikai vígjáték-drámafilm, amely az 1976-os "Párizsi ítélet" nevű borversenyen alapul, amikor a kaliforniai borok legyőzték a francia borokat egy vak kóstolóteszt során. A főszerepben Alan Rickman, Chris Pine és Bill Pullman látható. Rendezője Randall Miller, aki Jody Savin és Ross Schwartz mellett a forgatókönyvet is írta.
A film világpremiere a 2008-as Sundance Filmfesztiválon volt.

## Cselekmény
A Párizsban élő sommelier és borszaküzlet-tulajdonos Steven Spurrier, a Párizsban élő brit emigráns, Maurice-szal, a Milwaukee-i borbaráttal folytatott napi beszélgetései során azon töpreng, hogyan menthetné meg üzletét, ahol Spurrier rendszeres (néha egyetlen) vásárlója maga Maurice. Tervet eszel ki egy vakkóstolóra, amelynek célja, hogy a párizsiak megismerjék a világ más tájairól érkező minőségi borokat.
Spurrier a még nem túl híres Napa-völgybe utazik, hogy versenyzőket keressen a Párizsi Ítélet kóstolótesztjéhez, ahol egy véletlen találkozás során megismerkedik a Chateau Montelena alapító borászával, Jim Barrett-tel. Barrett nem akar részt venni a versenyben, mivel úgy véli, hogy az a franciák által tervezett csapda az újvilági bortermelők megalázására. Barrett fia, Bo titokban átad Spurrier-nek néhány palackot a Chateau chardonnay-jából a versenyre. A csinos és nonkonformista egyetemista Sam Fulton gyakornoki állást keresve érkezik a Chateau Montelenához, és azonnal munkába áll, miközben felkelti Bo és Gustavo szőlősgazda érdeklődését.
A borkészítés redukciós technikái miatt (az oxigén hiánya/csökkentése a borkészítés során) a chardonnay megbarnul a palackokban, ami miatt idősebb Barrett az egész évjáratot ki akarja selejtezni, hogy szállítsák el a lerakóba. Bo azonban rájön, hogy a barna szín csak átmeneti, és hazarohan. Útban a Chateau Montelena felé azonban Bo teherautójából kifogy a benzin, így kénytelenek Sammel együtt keresni valakit, aki segít nekik. Bo több sikertelen próbálkozása után Sam veszi át az irányítást, és a melleit felfedve rávesz egy sofőrt (akiről kiderül, hogy rendőr), hogy húzódjon félre. Annak ellenére, hogy letartóztathatják szeméremsértésért, a rendőr beleegyezik, hogy kisegíti őket. Bónak végül sikerül visszaszereznie a szüretet, hála a helyi bártulajdonos Joe  segítségének, aki útban a szeméttelepre elrakta az üvegeket, azzal a szándékkal, hogy később újrahasznosítja őket.
Bót felkérik, hogy utazzon Párizsba, és képviselje a Napa-völgyi borászokat a versenyen. Miután összeszámolja a nyolc párizsi zsűritag pontszámait, Spurrier megdöbbenve tapasztalja, hogy a Montelena Chardonnay-ja nyerte a versenyt.
A beszámoló a Time magazin egyik cikkében szerepel; az éttermek és borszaküzletek Amerika-szerte folyamatosan kérik a bort (Chateau Montelena Chardonnay, 1973), és kénytelenek beismerni, hogy nincs náluk. Ez a sorsfordulat és az ebből fakadó borászati megvilágosodás örökre megváltoztatja a Napa-völgyi borászatok és az egész globális borágazat sorsát, mivel kiderül, hogy a francia borok nem verhetetlenek. 
A végén kiderül a szereplők jövője: Jim Barrett 80 éves korában is folytatja a borászatot, bár most már Bo vezeti a pincészetet. Egy palack Montelena 1973-as Chardonnay és a szintén kaliforniai Stags Leap 1973-as cabernet sauvignon vörösbor, amely ugyanezen a versenyen nyert, vitrinbe került a Smithsonian Intézetben. 2006-ban, harminc évvel az első verseny után Steven Spurrier újabb versenyt rendezett, teljes meggyőződéssel, hogy ezúttal a francia borok fognak nyerni. Kalifornia ismét nyert.

## Szereplők
| Színész          | Szerep              | Magyar hang   |
| ---------------- | ------------------- | ------------- |
| Alan Rickman     | Steven Spurrier     | Jakab Csaba   |
| Bill Pullman     | Jim Barrett         | Kőszegi Ákos  |
| Chris Pine       | Bo Barrett          | Hamvas Dániel |
| Rachael Taylor   | Sam Fulton          | Balsai Móni   |
| Freddy Rodriguez | Gustavo Brambila    | Gacsal Ádám   |
| Eliza Dushku     | Joe                 | Böhm Anita    |
| Dennis Farina    | Maurice             | Sörös Sándor  |
| Bradley Whitford | Saunders professzor | Fekete Zoltán |

## Pontosság
Steven Spurrier maga is megkérdőjelezte a forgatókönyv pontosságát, miközben egy másik, a párizsi ítélet eseményeit ábrázoló filmprojektben vett részt, és kijelentette: "Alig van olyan szó, amely igaz lenne a forgatókönyvben, és sok a puszta kitaláció, ami engem illet".
Bár a film úgy mutatja be Gustavo Brambilát, mint aki a párizsi ítélethez vezető események során végig a Chateau Montelenában tartózkodott, a Montelenában töltött 22 éves szolgálati ideje valójában csak a kóstolás után kezdődött. A Chateau Montelenánál Brambila gyakran dolgozott együtt Mike Grgich-csel, aki, bár a filmben nem szerepel, a Párizsban győztes 1973-as Montelena Chardonnay borászaként dolgozott.
A filmben a díjnyertes chardonnay a palackozás után 24 órával megbarnul. A való életben a bor a palackozás után rövid időre elszíneződött, ami nem ritka eset, és Grgich tudta, hogyan kell kezelni.

## Számlista
1. "China Grove" — The Doobie Brothers
2. "Les Temps Des Cerises" — Scottie Haskell
3. "Rock Steady" — Bad Company
4. "Drivin' Wheel" — Foghat
5. "Pillangókisasszony" — Maria Callas and the Philharmonia Orchestra
6. "Spirit" — The Doobie Brothers
7. "Stand Back" — The Allman Brothers Band
8. "Toulouse Street" — The Doobie Brothers
9. "Jump Into the Fire" — Harry Nilsson
10. "I Need You" — America
11. "Listen to the Music" — The Doobie Brothers
12. "Drinking Wine Spo-De-O-Dee" — Stick McGhee

## Fordítás
- Ez a szócikk részben vagy egészben  a   Bottle Shock című angol Wikipédia-szócikk fordításán alapul.  Az eredeti cikk szerkesztőit annak laptörténete sorolja fel. Ez a jelzés csupán a megfogalmazás eredetét és a szerzői jogokat jelzi, nem szolgál a cikkben szereplő információk forrásmegjelöléseként.